# Patrick Coulombel
Patrick Coulombel est un architecte français, né le 7 mars 1963 à Corbie dans la Somme.
Il est cofondateur de la fondation Architectes de l’urgence.
La création d’Architectes de l’urgence lui a permis d’introduire dans son métier d’architecte, la prévention des risques en zones sinistrées mais aussi de présenter la fondation et le métier d’architecte urgentiste.

## Distinctions
Prix IFI Award 2005, prix international IFI Award, qui récompense les programmes mis en œuvre en Indonésie après un Tsunami[Lequel ?].